# Гольян, Адам
Адам Гольян (словац. Adam Goljan; род. 15 апреля 2001, Жилина) — словацкий футболист, вингер клуба «Жилина».

## Клубная карьера
Гольян — воспитанник клуба «Жилина». 13 февраля 2021 года в матче против ВиОна он дебютировал в Фортуна лиге. 8 мая в поединке против «Тренчина» Адам забил свой первый гол за «Жилину». В начале 2022 года Гольян перешёл пражскую «Спарту», где в начале выступал за дублирующий состав. 19 октября в поединке Кубка Чехии против «Джискры» Адам дебютировал за основной состав. 19 февраля 2023 года в матче против «Яблонца» он дебютировал в Гамбинус лиге. По итогам сезона Гольян помог команде выиграть чемпионат.

## Достижения
Командные
 «Спарта» (Прага)
- Победитель Гамбринус лиги — 2022/23